# Дежман, Антон
Антон Антонович Дежман (словен. Anton Antone Dežman), известный среди партизан Тончек (словен. Tonček; 16 июня 1920, Лесце — 1 июня 1977, Радовлица) — югославский словенский военачальник времён Народно-освободительной войны, генерал-майор запаса Югославской народной армии, Народный герой Югославии. Дядя словенского историка и философа Йоже Дежмана.

## Биография
Перед войной Дежман работал в культурно-образовательном учреждении Союза коммунистической молодёжи Югославии. Отправился добровольцем на Апрельскую войну, после капитуляции Югославии ушёл в сопротивление. С июля 1941 года официально в рядах Народно-освободительного движения, служил стрелком в Еловской роте и пулемётчиком в батальоне Ивана Цанкара, а затем командовал отрядом в битве при Дражгоше. С 1942 года член Коммунистической партии Словении. Командовал Сельской ротой, Еловским (позднее 7-м батальоном) Гореньского партизанского отряда. Осенью 1943 года стал руководителем отделения Службы разведки и безопасности в Есенице, в 1944 году — руководителем отделения службы безопасности УДБА в Гореньске.
После окончания войны Дежман служил телохранителем Тито, с 1948 года стал командиром отряда спецподразделения ЮНА и основателем военно-строительного предприятия в Сараево. В 1955 году окончил Высшую военную академию и продолжил службу в Люблянском военном округе.
Отмечен наградами: орден Народного Героя Югославии (указ от 15 июля 1952), дважды орден «За храбрость», орден «За заслуги перед народом» (2-я степень), орден «Братство и единство» (2-я степень), орден Партизанской звезды (3-я степень), медаль «Партизанская память».